# José María Sánchez-Verdú
José María Sánchez-Verdú (Algeciras, Cádiz, 7 de marzo de 1968) es un compositor y director de orquesta español de música clásica.

## Biografía
Nace en Algeciras (Cádiz) en 1968. Estudió violín, piano, órgano, composición, musicología y dirección en el Real Conservatorio Superior de Música de Granada, en el Real Conservatorio Superior de Música de Madrid y en la Musikhochschule de Frankfurt. Entre sus profesores de composición están, entre otros, Antón García Abril, Franco Donatoni, Hans Zender o Juan Alfonso García, y en dirección Enrique García Asensio, A. Tamayo y W. Reiski. Es licenciado en Derecho (Universidad Complutense de Madrid) y Doctorado Internacional cum laude por la Universidad Autónoma de Madrid. 
En 1997 fue becario en la Academia Española en Roma. Además ha recibido becas del DAAD/laCaixa para sus estudios en Fráncfort y del EXPERIMENTALSTUDIO für Elektronische Kunst en Friburgo. Ha sido compositor en residencia de la Junge Deutsche Philharmonie (Alemania, 2000), del Jünger Künstler Festival de Bayreuth (2003), del Carinthischer Sommer Festival (Austria. 2005), del V Festival de Música Contemporánea de Lima (Perú, 2007), del Festival Ostertöne de Hamburgo (2011), Stipendiat en Bamberg (Villa Concordia, 2014-2015) y Compositor en residecnia del CNDM en España. En la temporada 2015-2016 es Composer in residence de la Orquesta Filarmónica de Dresde. En 2022 es nombrado académico de número de la Real Academia de Bellas Artes de San Fernando, Madrid, con la medalla número 47 (su antecesor fue Luis de Pablo).

## Obra
Es autor de numerosas obras escénico-musicales que han sido programadas en la Staatsoper de Berlín, la Deutsche Oper de Berlín, Festival Ultraschall Berlin, Bienal de Múnich, Teatro de Lucerna, Teatro Real de Madrid, Teatro de la Zarzuela, Teatro de Stuttgart, Festival de Música y Danza de Granada, Bienal de Venecia, Salzburg Biennale además de en Hamburgo, Buenos Aires y EL Cairo. 
Su obra de teatro musical Gramma y la ópera El viaje a Simorgh sobre el texto de Luis Goytisolo Las virtudes del pájaro solitario recibieron numerosas nominaciones como mejor estreno del año por la revista Opernwelt. 
Su ópera "Aura", basada en un cuento de fantasmas del escritor Carlos Fuentes, es sombría y gélida, recordando una banda sonora. Para algunos críticos  introduce al oyente en un mundo de sonidos de efecto hipnótico, magnético y asfixiante. Esta obra ha sido grabada para el sello KAIROS de Viena (coproducción de DeutschandRadio) y presentada varias  producciones. Se estrenó en el año 2009 en el Teatro de la Zarzuela (Madrid).
Sus obras en general están abiertas al uso del espacio arquitectónico, las instalaciones, la luz y la electrónica en proyectos interdisciplinares que han ganado una especial relevancia en los últimos años. Sus últimos proyectos en este sentido han sido "Libro de las estancias", presentado hasta ahora en el Festival de Música y Danza de Granada en 2009 y en el Festival de Otoño de Varsovia en 2013, y "ATLAS -Islas de utopía", proyecto para tres espacios arquitectónicos superpuestos estrenado en Hannover en 2013 y que ya ha sido llevado a Stuttgart y Madrid, y en 2015 a la Salzburg Biennale. Su proyecto instalativo "Alegorías de la luz / Licht-Allegorien", estrenado en la Akademie der Künste en Berlín en 2017, hizo uso de un espacio enorme instalativo desarrollado dramáticamente por varios proyectores cinematográficos analógicos y digitales, varias pantallas, películas manipuladas en diferentes colores y materiales, live electronic, un ensemble instrumental espacializado y la participación de algunos aparatos analógicos históricos restaurados para el proyecto como la "Atmende Kugel" de Hermann Scherhen.
Sus obras orquestales han sido programadas con la Orchestre de la Suisse Romande, la Konzerthausorchester Berlin, la Orchester des Bayerischen Rundfunks, la Luzerner Simfonieorchester, Nürnberger Symphoniker, WDR-Orchester de Colonia y las orquestas de las radios de Hannover, Frankfurt, etc. y en España por la gran mayoría de ellas. Ha sido invitado especial del Festival de Otoño de Varsovia en 2008, y sus obras han sido programadas en festivales como Música Viva (Múnich), Ultraschall y Maerzmusik (Berlín), Eclat (Stuttgart), Festival de Alicante, Festival de Música y Danza de Granada, Músicadhoy (Madrid), Progetto Musica (Roma), Festival de Canarias, Festival de Primavera (Praga), Philharmonie de Berlín, Lincoln Center de Nueva York y otras muchas. 
Se han programado conciertos monográficos sobre su obra en Madrid, Barcelona, Zaragoza, Lima, Múnich, Düsseldorf, Hamburgo, Heidelberg y Aix-in-Provence.

### Selección de piezas
- Nosferatu. Música para la película de cine mudo Nosferatu, el vampiro (de Muranu, 1922) 2003.
- El viaje a Simorgh, ópera. Teatro Real, 2007.
- AURA, basada en el texto de un cuento de fantasmas del escritor Carlos Fuentes.
- Libro del frío sobre la obra homónima del poeta Antonio Gamoneda.
- Elogio del tránsito. Concierto para saxofón bajo/saxofón contrabajo, auraphon y orquesta, 2011.
- Memoria del espejo para trombón y orquesta, Orquesta Sinfónica de Madrid, Teatro Real, 2015.
- Alegorías de La Luz. Proyecto instalación para ensemble especializado, tres proyectores cinematográficos (16mm y 35mm), tres pantallas y electrónica en vivo. Akademie der Künste Berlin, Festival Kontakte, 2017.
- ARGO. Ópera. SWR Schwetzingen Festival y Mainz Opernhaus, 2018.
- Tombe de sommeil. Para guitarra, guitarra resonante, auraphon y ensemble. Festival Ars Nova Helsinki, 2019
- La chute de la Maison Usher. Música para la película de cine mudo La caída de la casa Usher (de Jean Epstein, 1928), Festival de Stresa, Italia, 2019.

## Director de orquesta
Como director ha trabajado con destacados grupos de música actual y con numerosas orquestas en España, Italia, Alemania, Polonia, Austria, Argentina y Perú. Entre otras destacan la dirección de su ópera GRAMMA en la temporada de la Deutsche Oper de Berlín, la Orquesta Ciudad de Granada en el Festival de Alicante, un concierto en el Festival de Otoño de Varsovia, la Orquesta Sinfónica de Galicia con el estreno de su monumental obra Libro del frío para contratenor, órgano y cinco grupos orquestales, su quinta ópera AURA en hasta ahora tres puestas en escena diversas en Berlín, Stuttgart, Venecia, Buenos Aires y Hamburgo y diferentes conciertos con el Grupo Enigma, Barcelona 216, Grup Instrumental de Valencia, Ensemble Modern, Kammerensemble Neue Musik Berlin, piano possibile münchen, Ensemble Mosaik Berlin, Kaleidoskopp Solistenensemble Berlin, Österreiches Ensemble für Neue Musik, Orquesta FIlarmónica de Montevideo, Orquesta Joven Nacional de Lima, Orquesta Filarmónica de Bruselas, etc. En 2007 fue nombrado director honorífico de la Orquesta Manuel de Falla de Cádiz.

## Profesor y musicólogo
Como conferenciante y profesor ha sido invitado por la Hochschule für Künste de Bremen, Musikhochschule de Múnich, Hochschule für Musik und Theater de Hamburgo, Universität der Künste Berlin, Ensemble Modern Akademie, Mozarteum de Salzburgo, Universidad Complutense, Sibelius Academy (Helsinki), Royal Academy of Music (Arhus), Kunstuniversität Graz, en numerosos conservatorios superiores españoles, Universidad de Haifa (Israel), etc. y por cursos en los que ha desarrollado una larga labor con las generaciones más jóvenes de compositores españoles como han sido Villafranca del Bierzo, Molina Actual, la Cátedra Manuel de Falla de Cádiz, INJUVE 2010 y 2011 y los Seminarios de Composición Soto Mesa en Madrid. 
Desde 2001 es profesor de Composición de la Robert Schumann Hochschule de Düsseldorf (desde 2021 Catedrático Honorario). Entre 2008 y 2019 fue catedrático interino del Conservatorio Superior de Música de Aragón (Zaragoza). Entre 2011 y 2014 fue docente del departamento de Composición de la Carl-Maria von Weber Musikhochschule de Dresde. Entre 2014 y 2015 fue también Vertretungsprofessor für Komposition en el Instituto de Música, Teatro y Medios de Hannover. Desde 2019 es catedrático de composición en el Real Conservatorio Superior de Música de Madrid.
Se han publicado numerosos CD monográficos sobre su obra (Kairos, Harmonia Mundi, Columna Musica, Verso, Almaviva, Anemos), aparte de otras obras en sellos como Con-legno, Et'cetera, OCNE, Several Records, etc. Sus partituras se publican en exclusiva por Breitkopf & Härtel.

## Premios y reconocimientos
Ha recibido, entre otros muchos, premios de composición como: 
- Tres Premios Sgae de jóvenes compositores (dos premios en 1996, y un premio en 1997)
- Premio del INAEM / Colegio de España en París (1998)
- Irino Prize (Tokio, 1998)
- Cristóbal Halffter de órgano (1996)
- Ciudad de Alcoy (1997)
- J. B. Comes (1997)
- Ciudad de Burgos (1998)
- Primer Premio de Composición de la Junge Deutsche Philharmonie (1999)
- Förderpreis de la Siemens Musikstiftung (Múnich) por su trayectoria europea (Múnich, 1999)
- Premio de la Bergische Biennale (Wuppertal) por toda su producción (2002).
- Premio Nacional de Música (España) (2003)
- Premio de Excelencia del Gobierno Bávaro (Villa Concordia, Bamberg, 2014)
- Premio Ibn Arabi (2016)
- Premio de Honor de la Semana de música religiosa de Cuenca (2017)
- Premio SAF de la música 2023

## Invención de nuevos instrumentos
José María Sánchez-Verdu es el inventor del nuevo instrumento que ha sido denominado auraphon, el cual está formado por la unión de tres gongs y dos tam-tams que resuenan generando diferentes sonidos.